# Гаварецкие
Гаварецкие (пол. Gawarecki) — польско-русский дворянский род, герба Наленч берущий своё начало в XVI веке.
Родоначальником является Фома Гаварецкий — товарищ (заместитель) старосты литовского, который отличился при осаде города Пскова в 1582 году, после которой король Речи Посполитой Стефан Баторий был вынужден пойти на переговоры с русским царем Иваном IV, что закончилось подписанием Ям-Запо́льского мирного договора.
Потомство Фомы Гаварецкого разделилось на несколько линий, внесённых в родословные книги дворян Царства Польского.
Среди потомков — Гаварецкий, Винцентий Ипполит — польский юрист, драматург и историк.